# Trond Iversen
Trond Iversen (* 22. März 1976 in Drammen) ist ein ehemaliger norwegischer Skilangläufer, der sich auf Sprint-Wettbewerbe spezialisiert hatte.

## Werdegang
Iversen, der für den Verein Mjøndalen IF startete, gab sein internationales Debüt im Skilanglauf-Continental-Cup im Dezember 1995. In den ersten vier Jahren startete er nur bei unterklassigen Rennen in seiner Heimat Norwegen. Am 8. März 2000 gab er sein Debüt im Skilanglauf-Weltcup. Dabei erreichte er im Sprint von Oslo bei seinem ersten Rennen überraschend auf Anhieb den dritten Rang und damit sein erstes Podium.
Zur Saison 2000/01 startete er fest im A-Nationalkader, kam aber in den beiden Sprintrennen nicht an die Leistungen von Oslo im März nicht heran. Bei Sprint in Asiago lief er im Februar nach gewonnener Qualifikation mit Rang zwei wieder auf einen sehr guten Podestplatz. Zum Saisonende lief er in Oslo nochmal auf Rang 11. Die Saison beendete Iversen wenig später auf Rang 16 der Sprintweltcup- und Rang 39 der Gesamtwertung.
Seine bisher erfolgreichste Saison bestritt Iversen im Winter 2001/02. Einem sehr guten zweiten Platz beim Weltcup in Asiago folgte ein 19. Platz in Garmisch-Partenkirchen. Kurz vor dem Jahreswechsel erreichte er in Salzburg mit Rang sieben erneut eine gute Top-10-Platzierung. Beim Sprint im Val di Fiemme gelang ihm wenige Tage später der erste Weltcup-Sieg. Trotz schwacher Ergebnisse bei den Norwegischen Meisterschaften in Høydalsmo gelang ihm der Sprung in die Mannschaft für die Olympischen Winterspiele 2002 in Salt Lake City. Nach einer starken Qualifikation, in der er auf den vierten Rang lief, belegte er beim Sprintfinale Platz sechs.
Die Saison beendete er nach einem weiteren Podestplatz in Stockholm und Rang 13 in Oslo auf dem ersten Platz der Sprintweltcup-Wertung. In der Gesamtweltcup-Wertung belegte er Rang 12. In den folgenden drei Jahren konnte er mit der Weltspitze nicht mithalten. Zwar konnte er regelmäßig in die Punkteränge laufen, Siege und Podestplätze erreichte er jedoch nur bei unterklassigen FIS-Rennen.
Bei der Nordischen Skiweltmeisterschaft 2005 in Oberstdorf lief Iversen im Sprint auf den neunten Rang. In Lahti lief er erstmals wieder unter die besten zehn in einem Weltcup-Rennen. In Drammen verpasste er kurz darauf als Vierter nur knapp nach langer Durststrecke wieder ein Weltcup-Podium. Zum Saisonabschluss sicherte er sich in Göteborg seinen zweiten und letzten Weltcupsieg. In der Gesamtwertung der Saison belegte er Rang 17 und gewann als Dritter der Sprintwertung die kleine Kristallkugel.
Zum Auftakt der Weltcupsaison 2005/06 gewann Iversen zusammen mit Johan Kjølstad den Teamsprint in Düsseldorf. Bei den Olympischen Winterspielen 2006 in Turin lief er auf den 17. Platz im Sprint. Ab der Saison 2006/07 startete Iversen parallel im Scandinavian-Cup. Obwohl er zwar oft in den Qualifikationen auf Top-Platzierungen lief, blieben Podiumsplatzierungen in den Weltcup-Rennen aus. Sein bestes Ergebnis bis Februar 2007 erreichte Iversen in Changchun mit dem vierten Platz. Erst in Drammen lag er am Ende auf Rang drei und erreichte wieder einen Podestplatz. In der Sprintweltcup-Gesamtwertung belegte er am Ende Rang zwei. Für die zuvor stattfindende Nordische Skiweltmeisterschaft 2007 in Sapporo wurde er trotz Rang drei in der Sprintwertung nicht nominiert.
In den folgenden drei Jahren lief Iversen der Konkurrenz meist hinterher. Lediglich bei FIS-Rennen lief er auf Podestränge oder feierte Siege. 2010 beendete er im Alter von 34 Jahren seine aktive Skilanglauf-Karriere.

## Erfolge

### Siege bei Weltcuprennen

#### Weltcupsiege im Einzel
| Nr. | Datum          | Ort           | Disziplin              |
| --- | -------------- | ------------- | ---------------------- |
| 1.  | 6. Januar 2002 | Val di Fiemme | 1,5 km Sprint Freistil |
| 2.  | 16. März 2005  | Göteborg      | 1,1 km Sprint Freistil |

#### Weltcupsiege im Team
| Nr. | Datum            | Ort        | Disziplin                        |
| --- | ---------------- | ---------- | -------------------------------- |
| 1.  | 23. Oktober 2005 | Düsseldorf | 6 × 1,5 km Teamsprint Freistil 1 |

## Platzierungen im Weltcup

### Weltcup-Statistik
Die Tabelle zeigt die erreichten Platzierungen im Einzelnen.
- 1.–3. Platz: Anzahl der Podiumsplatzierungen
- Top 10: Anzahl der Platzierungen unter den ersten zehn
- Punkteränge: Anzahl der Platzierungen innerhalb der Punkteränge
- Starts: Anzahl gelaufener Rennen in der jeweiligen Disziplin
- Hinweis: Bei den Distanzrennen erfolgt die Einordnung gemäß FIS.

| Platzierung         | Distanzrennen a | Distanzrennen a | Distanzrennen a | Distanzrennen a | Distanzrennen a | Skiathlon Verfolgung | Sprint | Etappen- rennen b | Gesamt | Team c | Team c  |
| Platzierung         | ≤ 5 km          | ≤ 10 km         | ≤ 15 km         | ≤ 30 km         | > 30 km         | Skiathlon Verfolgung | Sprint | Etappen- rennen b | Gesamt | Sprint | Staffel |
| ------------------- | --------------- | --------------- | --------------- | --------------- | --------------- | -------------------- | ------ | ----------------- | ------ | ------ | ------- |
| 1. Platz            |                 |                 |                 |                 |                 |                      | 2      |                   | 2      | 1      |         |
| 2. Platz            |                 |                 |                 |                 |                 |                      | 3      |                   | 3      |        |         |
| 3. Platz            |                 |                 |                 |                 |                 |                      | 2      |                   | 2      |        |         |
| Top 10              |                 |                 |                 |                 |                 |                      | 24     |                   | 24     | 2      |         |
| Punkteränge         |                 |                 |                 |                 |                 |                      | 53     |                   | 53     | 3      | 1       |
| Starts              |                 |                 |                 |                 |                 |                      | 55     |                   | 55     | 3      | 1       |
| Stand: Karriereende |                 |                 |                 |                 |                 |                      |        |                   |        |        |         |

### Weltcup-Gesamtplatzierungen
| Saison    | Gesamt | Gesamt | Sprint | Sprint |
| Saison    | Punkte | Platz  | Punkte | Platz  |
| --------- | ------ | ------ | ------ | ------ |
| 1999/2000 | 60     | 60.    | 60     | 25.    |
| 2000/01   | 117    | 39.    | 126    | 16.    |
| 2001/02   | 260    | 12.    | 328    | 1.     |
| 2002/03   | 79     | 49.    | 136    | 17.    |
| 2003/04   | 147    | 40.    | 147    | 15.    |
| 2004/05   | 281    | 17.    | 281    | 3.     |
| 2005/06   | 189    | 30.    | 189    | 11.    |
| 2006/07   | 218    | 22.    | 286    | 2.     |
| 2007/08   | 36     | 86.    | 36     | 54.    |
| 2008/09   | 38     | 95.    | 38     | 51.    |

## Privates
Iversen ist mit Ehefrau Marianne verheiratet und hat ein Kind. Er arbeitet als Marketingassistent.